# Moransengo
Moransengo (Moransengh o Morarsengh in piemontese) è una frazione di 186 abitanti del comune di Moransengo-Tonengo nella provincia di Asti in Piemonte.
Comune autonomo fino al 2022, dal 1º gennaio 2023 si è fuso col comune di Tonengo per dare vita al nuovo comune di Moransengo-Tonengo.

## Geografia fisica
Paese del Monferrato situato a 400 metri di altezza sul livello del mare, in provincia di Asti, si sviluppa su una superficie di 540 ettari ed ha una popolazione di 192 abitanti.
L'abitato si allinea su un elevato spartiacque. Dal gruppo collinare di Tonengo, Moransengo e Aramengo nascono alcuni tra i più importanti corsi d'acqua del Monferrato: Stura, Versa e Triversa.
Confinante con Brozolo (TO), Brusasco (TO), Cavagnolo (TO), Cocconato (AT), Tonengo (AT), il comune di Moransengo faceva parte della Comunità Collinare Alto Astigiano.

## Storia
Il paese si adagia su una lunga dorsale collinare che domina la valle: il suo territorio è intensamente coltivato a vigneto. Come altri paesi della zona il suffisso -engo sta a indicare la sua origine germanica e più esattamente longobarda. Posto fin dalle origini sotto l'alta signoria del Monferrato, passò nei secoli sotto il dominio di numerose famiglie: nel 1164 fu nuovamente assoggettato al Marchese del Monferrato che lo mantenne a lungo trasmettendolo ai suoi discendenti. Fu infeudato successivamente ad alcune famiglie dominanti il territorio di Montiglio. All'ingresso del paese si vede la settecentesca Parrocchiale dei Santi Agata e Vitale, con la facciata nel caldo colore del cotto.
Il nome originale Muratianum Astensium, assegnatogli dai latini, venne successivamente modificato in Moransengum, dopo l'insediamento, intorno al 700 d.C., di un villaggio di popolazioni di origine longobarda. Non si sa nulla dei primi secoli del Medioevo; è comunque certo che sia stato un feudo del vescovo di Vercelli. Nel 1164 Federico Barbarossa confermò il dominio del marchese Guglielmo il Vecchio di Monferrato. Fino agli inizi del ‘700 la storia del luogo rimarrà legata alle vicende della signoria di Montiglio.
In cima ad un alto colle sorge il Castello, di antica origine: nel 1680 fu acquistato dal mercante Carlo Andrea Galiziano che assunse il titolo di Conte, e la sua discendenza rimase a lungo padrona del paese. Nel 1704, in seguito all'assedio di truppe francesi che saccheggiarono il paese e incendiarono il castello, il nucleo abitativo si spostò verso l'attuale parrocchiale ed il Castello subì radicali trasformazioni che lo portarono ad assumere l'attuale aspetto di residenza signorile, oggi destinata ad abitazione privata. Il maniero, costituito da due corpi uniti ad angolo, di altezza diversa, presenta la parte più interessante nella facciata principale, preceduta da un doppio scalone. Recentemente, l'attuale proprietà ha compiuto un sapiente restauro, destinando parte dell'interno a collezione di opere d'arte contemporanea ed il parco a cornice naturale di eventi culturali.

### Simboli
Lo stemma e il gonfalone erano stati concessi con decreto del presidente della Repubblica del 10 dicembre 1990.
Il gonfalone era un drappo partito di azzurro e di rosso.

## Società

### Evoluzione demografica
Lo spopolamento del paese ha portato, in cento anni, ad un dimezzamento della popolazione, a far data dall'anno 1921.
Abitanti censiti

## Economia
L'economia del paese non ha subito modificazioni di rilievo ed è quasi esclusivamente agricola. Ci sono alcuni allevamenti di bovini di razza piemontese e due allevamenti di conigli.
Un agricoltore si dedica all'interessante attività di coltivare e fornire piante officinali ad una cooperativa.
Rilevanti per l'economia sono anche il taglio e la commercializzazione di legname, sia pregiato sia da ardere, e la coltivazione vitivinicola.

## Amministrazione
Di seguito è presentata una tabella relativa alle amministrazioni che si sono succedute in questo comune.
| Periodo         | Periodo          | Primo cittadino      | Partito                                 | Carica  | Note  |
| --------------- | ---------------- | -------------------- | --------------------------------------- | ------- | ----- |
| 4 giugno 1985   | 16 gennaio 1988  | Anna Maria Rissone   | Democrazia Cristiana                    | Sindaco | [ 8 ] |
| 16 gennaio 1988 | 25 maggio 1990   | Pietro Savino Nicola | Democrazia Cristiana                    | Sindaco | [ 8 ] |
| 25 maggio 1990  | 24 aprile 1995   | Pietro Savino Nicola | Democrazia Cristiana                    | Sindaco | [ 8 ] |
| 24 aprile 1995  | 14 giugno 1999   | Giuseppe Nervo       | centro                                  | Sindaco | [ 8 ] |
| 14 giugno 1999  | 14 giugno 2004   | Giuseppe Nervo       | lista civica                            | Sindaco | [ 8 ] |
| 14 giugno 2004  | 8 giugno 2009    | Piera Sesia In Gatti | lista civica                            | Sindaco | [ 8 ] |
| 8 giugno 2009   | 26 maggio 2014   | Massimo Ghigo        | lista civica                            | Sindaco | [ 8 ] |
| 26 maggio 2014  | 26 maggio 2019   | Massimo Ghigo        | lista civica Campanile e grappolo d'uva | Sindaco | [ 8 ] |
| 26 maggio 2019  | 31 dicembre 2022 | Massimo Ghigo        | lista civica Campanile con Spiga e Vite | Sindaco | [ 8 ] |